# 森特鎮區 (堪薩斯州克勞德縣)
森特鎮區（英語：Center Township）為位在美國堪薩斯州克勞德縣的鎮區。2010年美国人口普查中該鎮區人口有187人。

## 歷史
森特鎮區於1873年設立。此鎮區的名稱為因位在克勞德縣的中央而得名。

## 地理
森特鎮區涵蓋面積140.52平方（54.26平方英里），境內無城市設立。

### 墓園
根據美國地質調查局的資料，此鎮區擁有4座墓園：
- 恩特普賴斯墓園（Enterprise Cemetery）
- 霍爾墓園（Hall Cemetery）
- 金德爾墓園（Kindel Cemetery）
- 普萊森特希爾墓園（Pleasant Hill Cemetery）

### 溪流
通過此鎮區的溪流有：
- 奧克溪東支流（East Branch Oak Creek）

## 人口統計
根據2010年美國人口普查，森特鎮區人口有187人，人口密度為1.33人/每平方公里。此鎮區居民之種族有96.26%為白人；0%為非裔美洲人；0%為美洲原住民；0.53%為亞洲人；0%為太平洋島民；0%為其他種族；另外有3.21%為混血種族。而西班牙裔或拉丁裔美洲人佔此鎮區人口的2.14%。

## 外部連結
- US-Counties.com
- City-Data.com （页面存档备份，存于）